# I am become death
"I am become death" es el cuarto episodio de la tercera temporada de la serie de televisión estadounidense Héroes.

## Resumen
Tracy se enfrenta con el Dr. Zimmerman, quien le dice que ella es una de las trillizas de Niki y Bárbara, y que su don es sintético. Al saberlo Tracy expresa su voluntad de que se elimine su don, pero él le dice que no puede y tras una discusión, Tracy intenta asesinarlo, pero finalmenet queja que se vaya. Más tarde, aparece con Nathan y le dice que renuncia a su cargo, tratando, incluso, de confesar el asesinato del reportero, pero ella congela el teléfono impidiéndole hacerlo. Por último se despide de Nathan y se marcha. El Sr Linderman aparece detrás de Nathan y le advierte que Tracy está en problemas. Justo cuando ella está a punto de suicidarse aparece Nathan y la salva, y, al saber que también posee poderes, decide enseñarle el suyo y, tras observarse el uno al otro en detalle, se besan.
Mohinder nota que cada vez sufre de más cambios de humor, aumentando su preocupación cuando intenta razonar con unos vecinos y lastima gravemente a uno por lo que decide hacer más investigaciones. Finalmente llega a la conclusión de que él ya no puede revertir lo que le pasa. Un vecino toca a su puerta y le propina un puñetazo que motiva su enojo moleste y motiva que lo meta a su departamento con un fin desconocido.
Peter y su versión futura llegan al futuro donde observan que, en lugar de existir una cacería de humanos evolucionados, hay toda una serie de peatones con poderes y el Peter del futuro le asegura al otro Peter que eso no quiere decir que el futuro no sea un infierno. Claire aparece matando a Peter del futuro y el del presente comienza a correr evitando los disparos de Claire y de el haitiano, escapando con la única pista que tenía, que no era otra que encontrar a Sylar. Peter busca al Mohinder del futuro, que se encuentra transformado por completo, para preguntarle donde está Sylar y al ver que no es nada cooperador le lee la mente y se va a Costa Verde. Al llegar se sorprende al ver a Sylar inofensivo y con un niño, supuestamente su hijo. Sylar, al darse cuenta de que Peter es de otra época, lo lleva a otra habitación para que hablen, donde le confiesa que son hermanos y se niega a darle su don alegando que su poder no sólo es saber cómo funcionan las cosas sino que también hay un hambre de poder que lo consumió y lo convirtió en un monstruo, y no quiere que su hermano acabe igual que él. Peter le dice que pinte el futuro para ver lo que necesita comprender.
Cuando se da cuenta de que estaba en lo correcto le dice a Peter cómo funciona su poder y lo adquiere. Claire, en compañía de Daphne y Knox, quieren intentan detener a Peter aparecen, teniendo una confrontación. Todo acaba con la muerte de Noah y Sylar, estallando y volando toda Costa Verde, sobreviviendo solo Claire y Peter y quizás Sylar, aunque no vuelve aparecer.
Por último el Nathan del futuro libera a Peter y éste lo acusa de destruir el mundo al darle habilidades a todos. Nathan le dice que sólo quiere salvar el mundo, igual que él, pero que una sola persona no puede llevar a cabo esa tarea. Peter desconfía de su hermano alegando que ya fue manipulado por Linderman con anterioridad y trataron de explotar Nueva York. Perdiendo el control del don de Sylar, lo empuja contra la pared usando su telequinesis, y lo mata haciéndole una incisión en la frente -igual qu como mataba Sylar- y, asustado, se va al presente.
Matt se entera de que la rubia que muere en sus manos en el futuro es Daphne, entonces él le dice a Usutu que debe encontrarla y se dirige a Estados Unidos.
En el presente, en la Compañía, Angela le ordena a Hiro y a Ando que consigan información que los ayude a encontrar a la persona que está reuniendo la fórmula y Hiro y Ando desentierran a Adam Monroe.